# Csököly
Csököly es un pueblo ubicado en el distrito de Kaposvár, en el condado de Somogy, Hungría.

## Superficie
Posee una superficie de 29,84 kilómetros cuadrados.

## Demografía
Hasta 2019 la población era de 1008 habitantes, con una densidad de población de 33,78 habitantes por kilómetro cuadrado.